# Mia Rycraw
Mia Rycraw, née le 19 mars 1995 à Anaheim, est une joueuse américaine et française de water-polo évoluant au poste de gardienne de but.

## Biographie
Née le 19 mars 1995 à Anaheim dans la banlieue sud de Los Angeles, elle est la deuxième des quatre enfants d’une famille sportive, sa mère basketteuse Eugenia Rycraw ayant joué en WNBA. Elle s'essaie à diverses disciplines (volley-ball, basket-ball, …) avant de s'investir dans le water-polo à partir de 2011.   
Ses aptitudes lui valent d'être courtisée par l’université d'État de l'Arizona, dont elle sort diplômée en anthropologie et culture afro-américaine. 
Démarchée par le club du Lille Université Club (LUC), elle arrive en France en 2018, club avec lequel est remporte six titres consécutifs en championnat  de France, tout en étant étudiante en master en langues et littérature étrangères à l'université catholique de Lille,.
Le sélectionneur de l'équipe de France Florian Bruzzo s'intéresse à son profil, sur un poste de gardienne où la sélection tricolore est peu fournie, ce qui la conduit à entreprendre des démarches pour obtenir la nationalité française. Elle est naturalisée en 2023 et participe au championnat d'Europe aux Pays-Bas en janvier 2024 où la France décroche une 6e place, son meilleur classement depuis 30 ans. 
Elle est membre de l'équipe de France qui dispute les Jeux olympiques d'été sous la direction du grec Theodoros Lorantos. Pour sa coéquipière Camille Radosavljevic, « c’est une joueuse avec un talent exceptionnel qui a changé le profil de notre équipe ».
En juillet 2024, elle s'engage pour le club grec d'Olympiakos, où elle remplace Ioanna Stamatopoulou. 